# Салуда (Південна Кароліна)
Салуда (англ. Saluda) — місто (англ. town) в США, в окрузі Салуда штату Південна Кароліна. Населення — 3122 особи (2020).

## Географія
Салуда розташована за координатами 34°0′4″ пн. ш. 81°46′18″ зх. д. / 34.00111° пн. ш. 81.77167° зх. д. (34.001172, -81.771638).  За даними Бюро перепису населення США в 2010 році місто мало площу 8,52 км², з яких 8,41 км² — суходіл та 0,11 км² — водойми.

## Демографія
Згідно з переписом 2010 року, у місті мешкало 3565 осіб у 1240 домогосподарствах у складі 840 родин. Густота населення становила 418 осіб/км².  Було 1359 помешкань (159/км²).
Расовий склад населення:
| - 39,4 % — чорних або афроамериканців - 30,4 % — білих - 0,9 % — вихідців з тихоокеанських островів - 0,8 % — корінних американців - 0,4 % — азіатів - 26,2 % — осіб інших рас |

До двох чи більше рас належало 1,8 %. Частка іспаномовних становила 33,9 % від усіх жителів.
За віковим діапазоном населення розподілялося таким чином: 27,8 % — особи молодші 18 років, 60,4 % — особи у віці 18—64 років, 11,8 % — особи у віці 65 років та старші. Медіана віку мешканця становила 29,9 року. На 100 осіб жіночої статі у місті припадало 97,3 чоловіків;  на 100 жінок у віці від 18 років та старших — 95,5 чоловіків також старших 18 років.
Середній дохід на одне домашнє господарство  становив 38 030 доларів США (медіана — 22 117), а середній дохід на одну сім'ю — 42 364 долари (медіана — 28 255). Медіана доходів становила 27 257 доларів для чоловіків та 31 250 доларів для жінок. За межею бідності перебувало 33,9 % осіб, у тому числі 49,9 % дітей у віці до 18 років та 16,4 % осіб у віці 65 років та старших.
Цивільне працевлаштоване населення становило 1419 осіб. Основні галузі зайнятості: виробництво — 21,6 %, освіта, охорона здоров'я та соціальна допомога — 16,3 %, роздрібна торгівля — 10,5 %, фінанси, страхування та нерухомість — 8,9 %.